# Valdés (apellido)
Valdés es un apellido toponímico en español, proveniente del municipio de Valdés (Asturias).

## Distribución
Según el INE, a fecha 01/01/2025 en España llevan el apellido de Valdés: 12.874 como primer apellido, 12.825 como segundo apellido y 130 como ambos apellidos, estando ampliamente distribuido, siendo más frecuente en las provincias Asturias (0,288%), Cádiz (0,058%), Cuenca (0,051%), Alicante (0,048%) y Cantabria (0,045%).

## Escudo de armas
|  |
|  |

|  |
|  |

|  |
|  |